# Breitblättriges Pfeilkraut
|  | Dieser Artikel wurde aufgrund von formalen oder inhaltlichen Mängeln in der Qualitätssicherung Biologie im Abschnitt „2024“ zur Verbesserung eingetragen. Dies geschieht, um die Qualität der Biologie-Artikel auf ein akzeptables Niveau zu bringen. Bitte hilf mit, diesen Artikel zu verbessern! Artikel, die nicht signifikant verbessert werden, können gegebenenfalls gelöscht werden. Lies dazu auch die näheren Informationen in den Mindestanforderungen an Biologie-Artikel. |

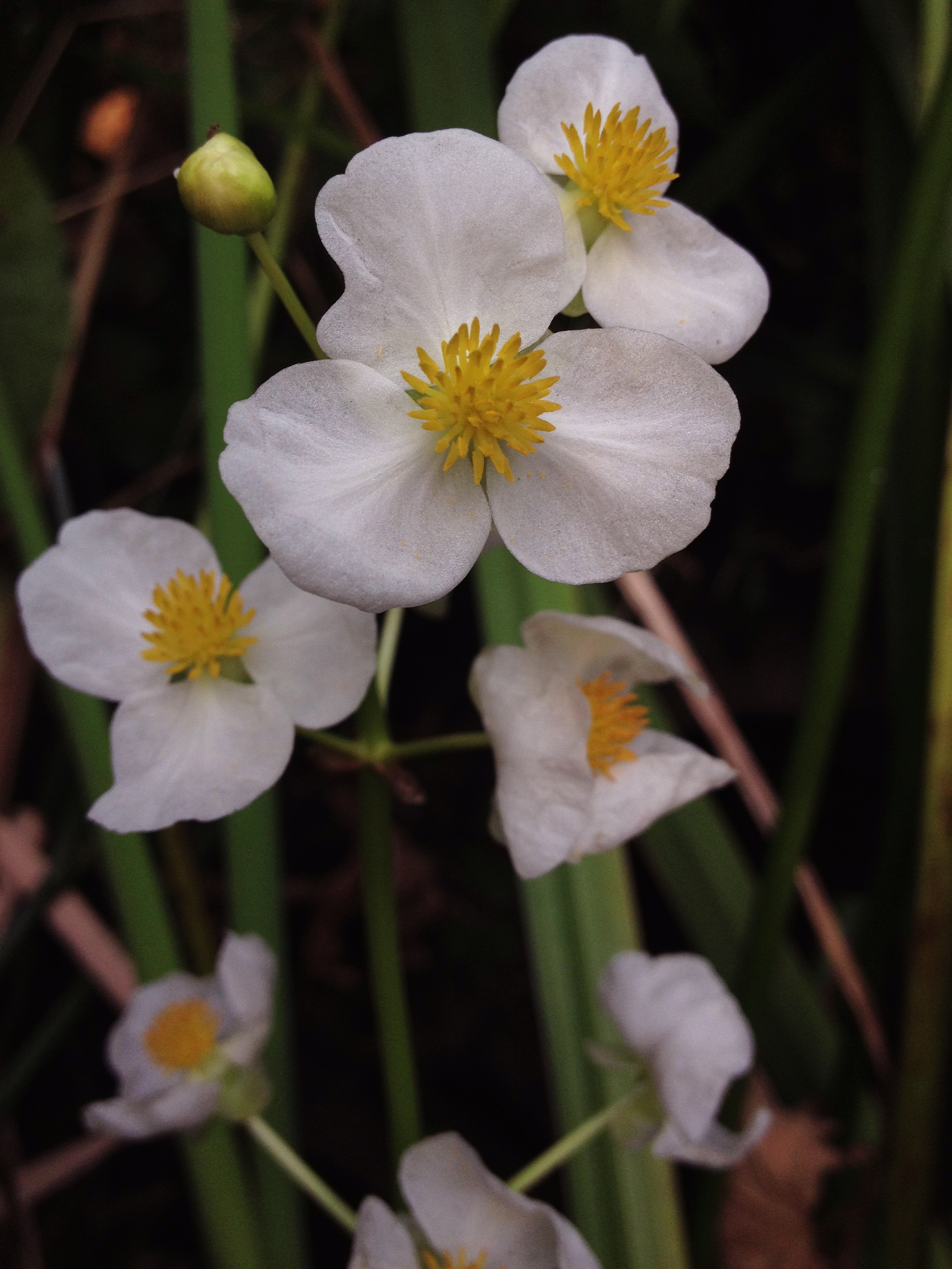
Männliche Blüten

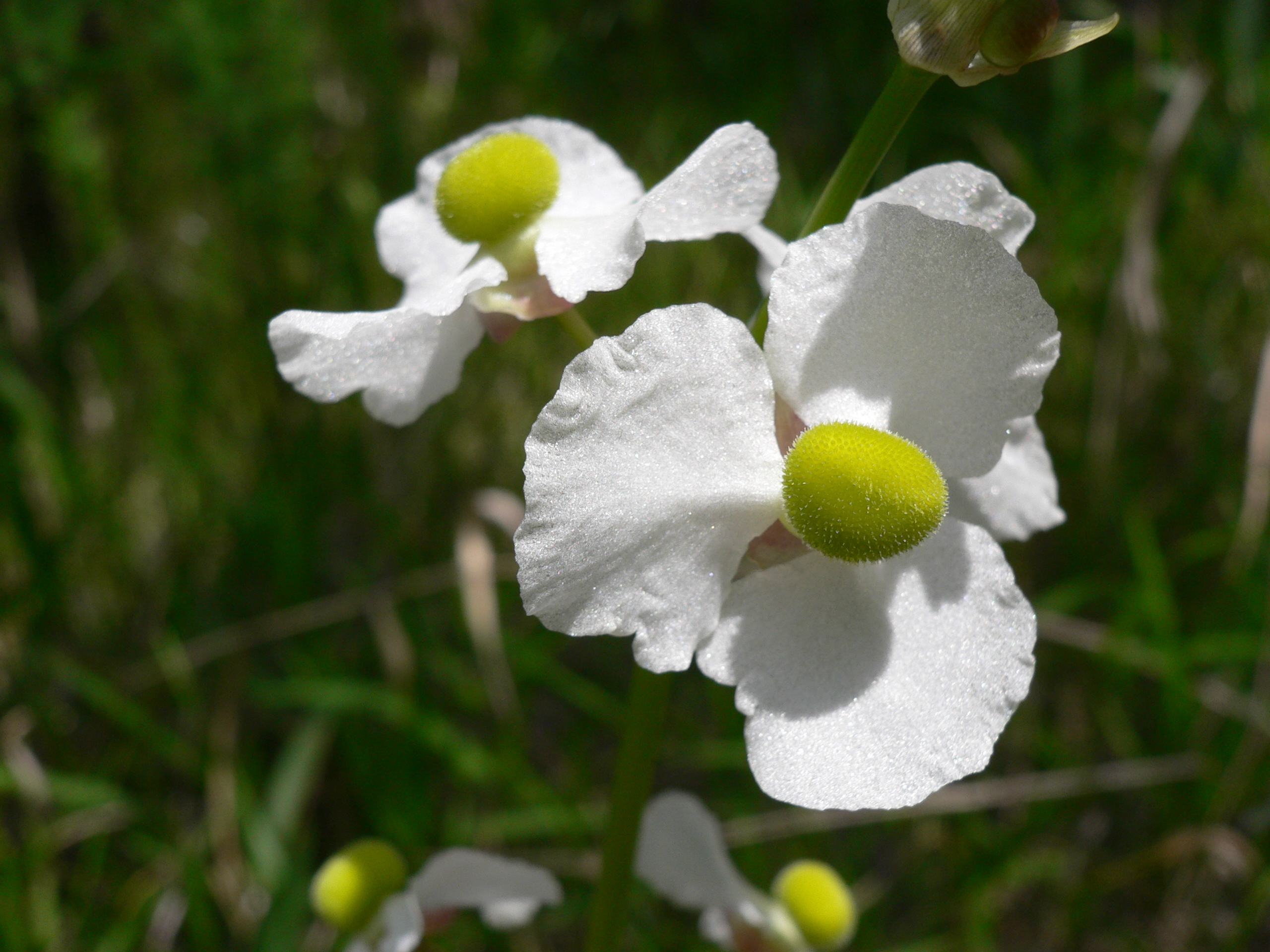
Weibliche Blüte

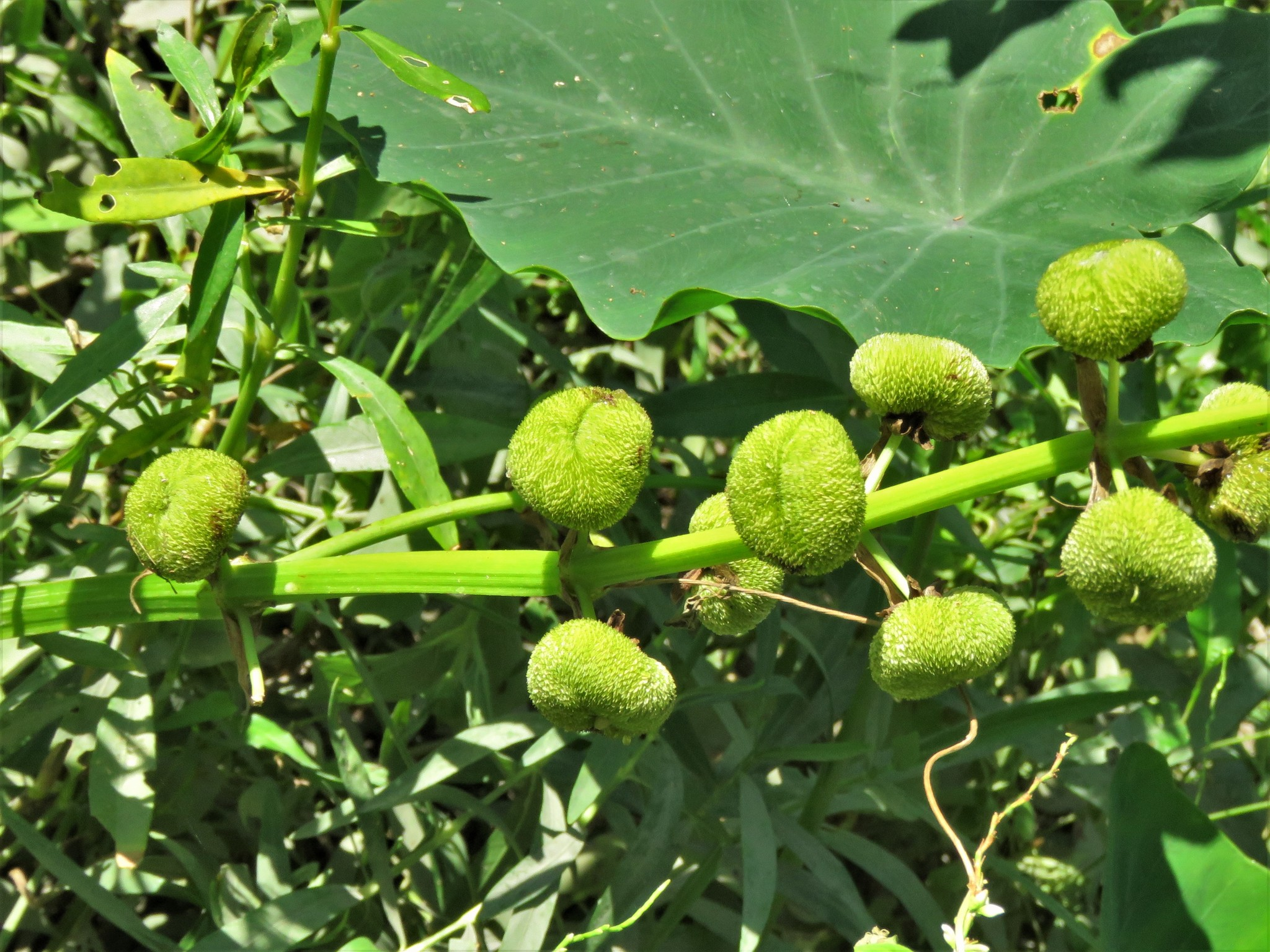
Junge Fruchtstände

Das Breitblättrige Pfeilkraut (Sagittara latifolia), auch Wapato, Wappatoo, ist eine Pflanzenart aus der Gattung der Pfeilkräuter in der Familie der Froschlöffelgewächse.

## Beschreibung
Das krautige, ausdauernde Breitblättrige Pfeilkraut erreicht eine Wuchshöhe von bis über 150 cm. Die Pflanzen sind meist kahl bis manchmal behaart. Die meist pfeilförmigen (sagittaten) bis manchmal spießförmigen, spitzen bis stumpfen Blattspreiten mit variablen Basallappen sind in der Breite sehr variabel. Die gestielten und ganzrandigen Laubblätter haben eine intensiv leuchtgrüne Farbe. Die Blätter werden bis zu 40 cm lang und bis zu 25 cm breit. Die Blattstiele werden bis über 50 cm lang. Schwimmblätter werden meist nicht ausgebildet.
Sagittaria latifolia ist einhäusig monözisch oder zweihäusig diözisch. Ihre weißen und dreizähligen Blüten stehen wirtelig meist in Trauben oder selten in Rispen. Sie blüht von Juni bis August. Die meist gestielten, eingeschlechtlichen Blüten mit doppelter Blütenhülle sind bis 4 cm groß. Die weiblichen Blüten sind meist ohne Staminodien.
Es werden kleine, etwa 2 cm große, kompakte, leicht abgeflacht rundliche Sammelfrüchte mit vielen kleinen, geschnäbelten und geflügelte Nüsschen (Achänen) mit abgeknicktem, spitzem Schnabel und korkigen Flügeln gebildet.
Das Breitblättrige Pfeilkraut ist ein Flachwurzler, weshalb sich seine Wurzeln in den oberen Bodenschichten befinden.

## Taxonomie
Die Erstbeschreibung erfolgte 1805 durch Carl Ludwig Willdenow in Species Plantarum, Editio Quarta, Tomus 4, Pars 1 auf Seite 409. Es sind viele Synonyme bekannt, es werden keine Varietäten mehr geführt.

## Vorkommen und Lebensraum
Das Breitblättrige Pfeilkraut ist ursprünglich vom südlichen und östlichen sowie im zentralen und westlichen Nordamerika, im südlichen bis mittleren Kanada bis nach Mexiko, Mittelamerika und ins nördliche Südamerika sowie in Bolivien und auf Kuba verbreitet. Es siedelt sich in Sümpfen und im flachen Wasser und an den Ufern stehender und langsam fließender Gewässer an.

## Kultur und Verbreitung als Neophyt
Das Breitblättrige Pfeilkraut (Sagittara latifolia) wird als Aquarienpflanze und als Zierpflanze für Gartenteiche kultiviert. Die Pflanze ist bereits seit 1886 als in Frankreich eingebürgert bekannt. Seit 1951 gibt es Vorkommen in Deutschland, häufig wird die Art allerdings nicht vom heimischen Gewöhnlichen Pfeilkraut unterschieden.

## Verwendung
Die Wurzelknollen sind essbar, wie jene des Gewöhnlichen Pfeilkrauts. Die kartoffelähnlichen, kleinen und eiförmigen Knollen werden bis etwa 5 cm groß. Sie wurden schon von den Indianern genutzt. Später wurden sie von den frühen chinesischen Arbeitern in den USA angebaut und genutzt.